# Filadelfia (Pando)
Filadelfia ist eine Ortschaft im Departamento Pando im Tiefland des südamerikanischen Anden-Staates Bolivien.

## Lage im Nahraum
Filadelfia ist der zentrale Ort des Kanton Arroyo Grande im Municipio Filadelfia in der Provinz Manuripi und liegt auf einer Höhe von 265 m. Die Ortschaft liegt am rechten, südlichen Ufer des Río Tahuamanu, der in seinem weiteren Verlauf den Namen Río Orthon trägt und in den Río Beni mündet.

## Geographie
Filadelfia liegt im bolivianischen Teil des Amazonasbeckens, nordöstlich vorgelagert den Ausläufern der peruanischen Cordillera Oriental im tropischen Regenklima der Äquatorialzone.
Die mittlere Durchschnittstemperatur der Region liegt bei knapp 26 °C und schwankt sowohl im Jahres- wie im Tagesverlauf nur unwesentlich, nur in den trockenen Wintermonaten von Juni bis August liegt sie aufgrund der nächtlichen Wärmeabstrahlung bei offener Wolkendecke geringfügig niedriger (siehe Klimadiagramm Porvenir). Der Jahresniederschlag beträgt etwa 1900 mm und weist während der Regenzeit über mehr als die Hälfte des Jahres Monatswerte zwischen 150 und 300 mm auf, nur in der kurzen Trockenzeit von Juni bis August sinken die Niederschläge auf Monatswerte unter 50 mm.

## Verkehrsnetz
Filadelfia liegt in einer Entfernung von 52 Straßenkilometern südlich von Cobija, der Hauptstadt des gleichnamigen Departamentos.
Von Cobija führt die asphaltierte Nationalstraße Ruta 13 in südlicher Richtung bis Porvenir und von dort aus weiter in östlicher Richtung über weitere 337 Kilometer bis El Triangulo im Departamento Beni, wo sie auf die nord-südlich verlaufende Ruta 8 von Guayaramerín nach Rurrenabaque trifft.
Porvenir ist gleichzeitig nördlicher Anfangspunkt Ruta 16, die über Cachuelita Bajo nach Filadelfia und weiter über Empresiña, Buyuyo und San Silvestre nach Chivé führt. Nach Fertigstellung der Verlängerung südlich von Chivé soll die Ruta 16 einmal das gesamte westliche Tiefland im Grenzraum zu Peru erschließen und eine Länge von gut 900 Kilometern besitzen.

## Bevölkerung
Die Einwohnerzahl des Ortes ist im vergangenen Jahrzehnt auf fast das Doppelte angestiegen:
| Jahr | Einwohner | Quelle       |
| ---- | --------- | ------------ |
| 1992 | 198       | Volkszählung |
| 2001 | 233       | Volkszählung |
| 2012 | 368       | Volkszählung |
| 2024 |           | Volkszählung |